# Jean Welz
Jean Welz, eigentlich Hans Welz (* 4. März 1900 in Salzburg, Österreich-Ungarn; † 24. Dezember 1975 in Kapstadt, Südafrika) war ein österreichischer und später südafrikanischer Maler und Architekt. Er war der Bruder des Kunsthändlers und Verlegers Friedrich Welz.

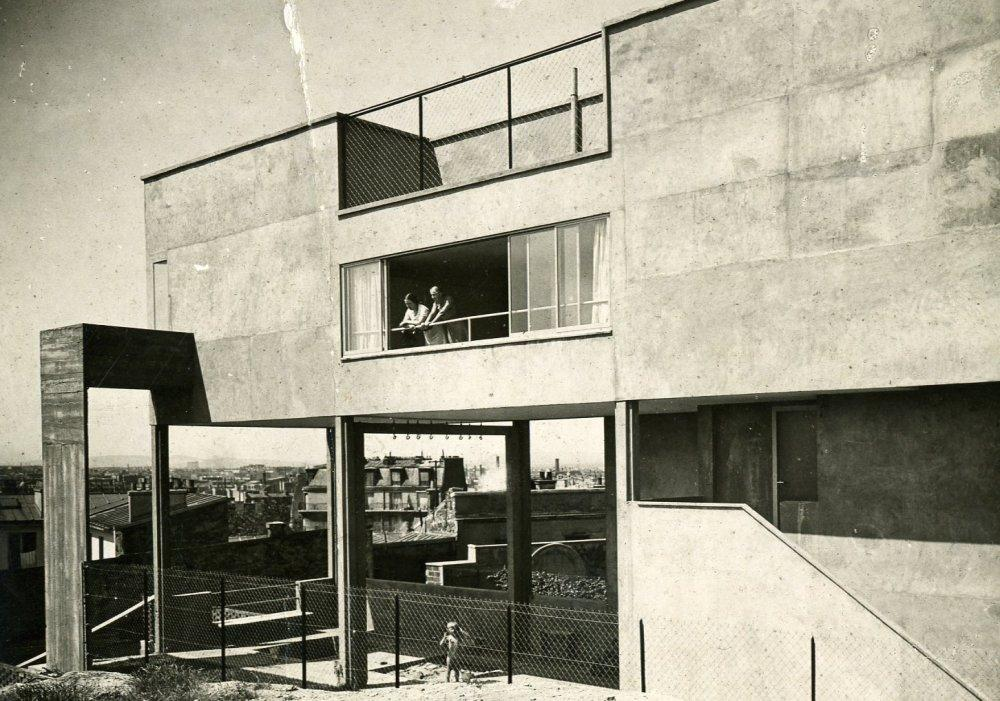
Villa Zilvelli in Paris (1933)(Urheberrechte der Fotografie unklar, FOP unklar)

## Leben
Hans Welz studierte unter Oskar Strnad und Josef Hoffmann in Wien Architektur und volontierte anschließend in Hoffmanns Büro. Ab 1925 arbeitete er in Paris mit Adolf Loos und Robert Mallet-Stevens zusammen und trat ab dieser Zeit nur noch als Jean (frz. Form von Hans) auf. 1936 wanderte er nach Südafrika aus, wo er als Architekt zahlreiche Bauten konzipierte und auf Empfehlung von Le Corbusier zwei Jahre lang an der Witwatersrand-Universität in Johannesburg unterrichtete. 
Aus gesundheitlichen Gründen beschloss er 1938 sich ausschließlich auf die Malerei zu konzentrieren und zog nach Worcester. In seinen von französischem Farb- und Formempfinden geprägten Bildern, versuchte er Ideen der Gestalttheorie umzusetzen, wodurch die rhythmische Verschränkung und farbliche Dynamisierung der einfachen Gegenständlichkeit an Komplexität gewann. Jean Welz verstarb am Heiligen Abend des Jahres 1975 in Kapstadt und gilt heute als einer bedeutendsten südafrikanischen Künstler. 

## Quelle
- Adolf Haslinger, Peter Mittermayr (Hrsg.): Salzburger Kulturlexikon. Residenz Verlag, Salzburg und Wien 1987, ISBN 3-7017-0503-8.

| Personendaten    | Personendaten                                       |
| ---------------- | --------------------------------------------------- |
| NAME             | Welz, Jean                                          |
| ALTERNATIVNAMEN  | Welz, Hans                                          |
| KURZBESCHREIBUNG | österreichisch-südafrikanischer Maler und Architekt |
| GEBURTSDATUM     | 4. März 1900                                        |
| GEBURTSORT       | Salzburg                                            |
| STERBEDATUM      | 24. Dezember 1975                                   |
| STERBEORT        | Kapstadt, Südafrika                                 |